# 聖アンデレ聖公会教会 (モスクワ)

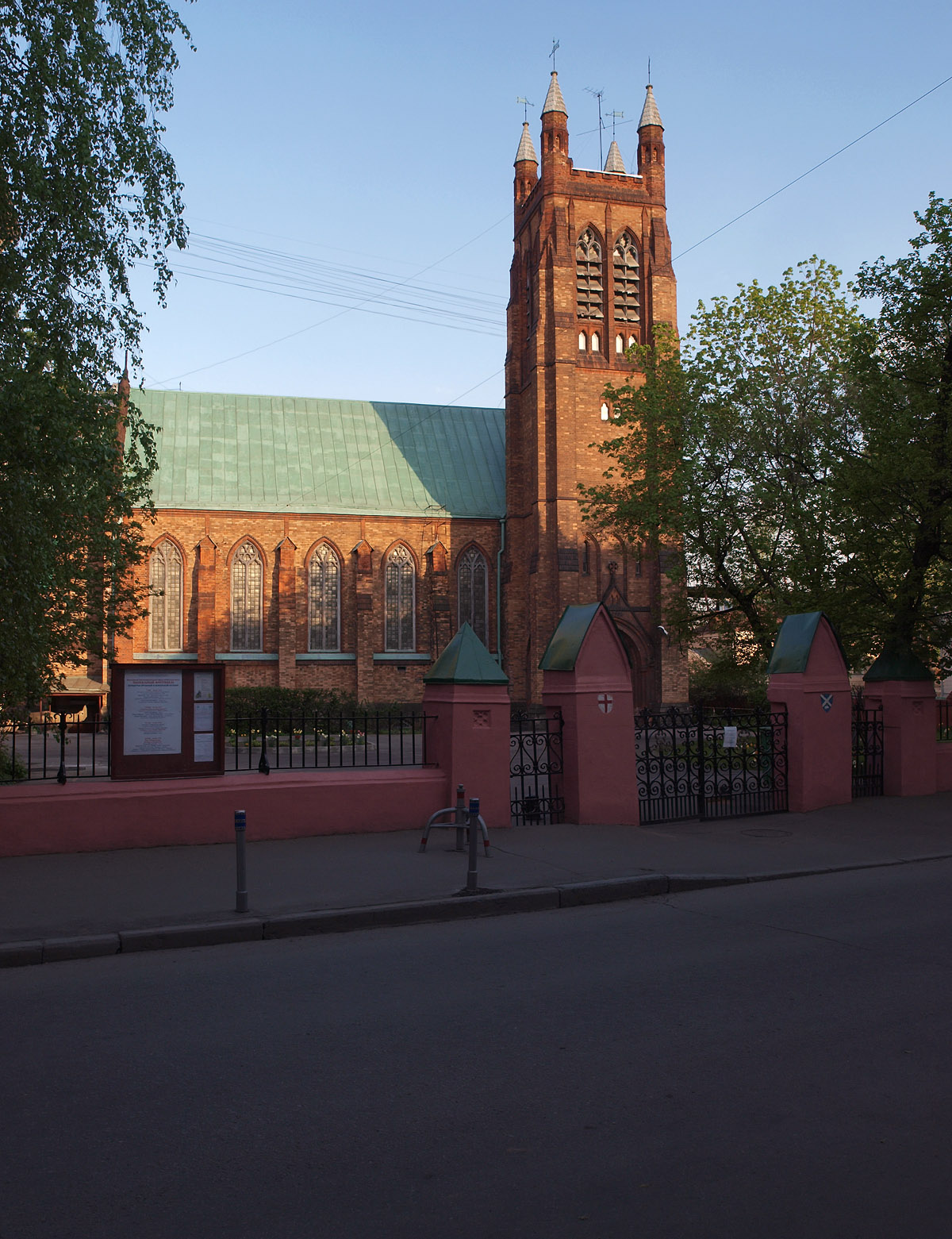
モスクワ聖アンデレ聖公会教会（2009年）

モスクワ聖アンデレ聖公会教会（モスクワせいアンデレきょうかい、英語: St. Andrew's Anglican Church, Moscow、ロシア語: Англиканская церковь Святого Андрея в Москве）はロシアのモスクワ市にある聖公会教会で、教会の建物は1885年に完成した。

## 概要
モスクワ聖アンデレ聖公会教会はロシアのモスクワ市にある聖公会教会で、クレムリンから北へ行く繁華なトゥヴェルスカヤ通りからヴォズネセンスキー小路へ少し入ったところにある。住所は、ヴォズネセンスキー小路8。地下鉄では、オホートヌイ・リャート駅下車。
現在の教会建物は1885年に、牧師館は1894年に作られている。

## 歴史
ロシアに於ける英国国教会・聖公会の活動は450年の歴史がある。
- 1553年、イワン雷帝はロシア会社（Russia Company）の商人たちに、モスクワで英国国教会・聖公会の礼拝を許可した。ロシア会社はトゥヴェルスカヤ通りにあったので、そのあたりで礼拝が行われたものと考えられている。

- 聖公会教会はモスクワに英国人社会の生活のよりどころで、現在の土地に教会が建てられる前はドイツ疎開地の改革派教会堂で礼拝を行なっていた。この教会堂が1812年のモスクワの大火で燃えたため、トゥヴェルスカヤ通りの別の場所で礼拝が行われた。

- 1825年、ニコライ1世は聖公会教会の建設を許可し、1825年にはトゥヴェルスカヤ通りにチャペルが建設され、1825年にはさらに大きな教会がヴォズネセンスキー小路の現在の場所に建てられた。

- 1878年から新しい教会建設の計画が始まり、ロシア会社の協力も得て、1885には現在の教会堂の献堂式が行われた。建築設計はリチャード・フリーマン（Richard Knill Freeman）が行なった。教会員は英国国教会・聖公会派とスコットランド長老教会派がほぼ同数であったために、教会はスコットランドの守護聖人である聖アンデレから名付けられ、礼拝はイギリス国教会の「祈祷書 Book of Common Prayer」が使われ、さらにイングランド、スコットランド、ウェールズ、アイルランドの代表花が堂内の飾りに使われるなどした。

- ソヴィエト時代、教会は1921年に接収され、その後外交官宿舎などに使われたりして、1964年からはレコード会社・メローディア（Melodiya）社が録音スタジオとして使っていた。

- ペレストロイカ後、1991年にイギリスのチャプレンが1921年以来はじめてここで聖餐式を行ない、1994年のエリザベス2世女王のロシア訪問を期して、教会堂は返還され、2001年にメローディア社は退出した。

## 礼拝
礼拝は「新祈祷書 Book of Common Worship」を使って英語で行われている。